# Le vite potenziali
Le vite potenziali è il primo romanzo di Francesco Targhetta, pubblicato nel 2018. Il libro ha vinto il Premio Giuseppe Berto 2018 per l'Opera Prima, il Premio Selezione Campiello 2018 ed è stato finalista al Premio Bergamo 2019.

## Trama
Alberto Casagrande è titolare dell'azienda informatica Albecom, con sede a Marghera. A soli trentaquattro anni, Alberto può essere fiero del successo della ditta: vi si impiegano circa sessanta persone, tutte incentivate a lavorare al meglio, tanto che, per assicurare a ogni dipendente uno spazio gradevole e non soffocante, Alberto ha incaricato un architetto, Godin, di progettare una ristrutturazione e di acquisire i locali necessari allo scopo. Ma da qualche tempo, Alberto ha notato una certa tendenza dei dipendenti a licenziarsi e seguire altre opportunità. Il fatto è preoccupante perché si tratta di personale con elevata specializzazione che, in cambio di una percentuale in più sullo stipendio, passa disinvoltamente alla concorrenza.
Tra il personale Albecom spiccano Luciano Foresti e Giorgio De Lazzari, detto GDL. Il primo è amico di Alberto da circa vent'anni, ma tra i due c'è una certa rigidezza di rapporti, dovuta al fatto che Luciano è un genio informatico solitario e taciturno, molto invidiato da tutta la concorrenza e tenuto dallo stesso Alberto a una certa sospettosa distanza. Né del resto Luciano, che presenta molte difficoltà nelle relazioni personali, si aspetta di più. Così rimane perplesso un giorno in cui Alberto gli fa notare che un altro dipendente, Fulvio, è andato a impiegarsi nell'Agordino, lasciando la fidanzata, Matilde; Alberto ha saputo da Matilde stessa che è incinta e che Fulvio è fuggito per non assumersi la responsabilità del bimbo, ma a Luciano, Alberto dice solo una parte delle cose che sa e lo spinge verso la ragazza, come per qualche possibilità non detta.
Tutti all'Albecom conoscono Matilde: poco più che ventenne, lavora in un bar aperto in concomitanza di orario con le varie aziende della periferia di Marghera. Luciano va da lei amichevolmente e, ignaro della gravidanza, le dice di sapere dove è finito Fulvio, anzi le offre di condurla sul posto per un incontro. La giovane è riconoscente, ma troppo rigorosa per tacere a Luciano del suo stato; tuttavia, grazie alla disponibilità di Luciano, il viaggio fino ad Agordo si compie e, in un primo momento, Fulvio e Matilde riallacciano i loro rapporti, salvo poi interromperli di nuovo e definitivamente, per volontà di Matilde che si rende conto di non amare l'uomo che l'ha resa madre e di non fidarsi di lui.
Intanto Giorgio, addetto a procurare i clienti alla Albecom, si trova in Olanda per una questione spinosa, con una ditta produttrice di materiale erotico. Giorgio è sempre lontano a causa del suo ruolo e dopo l'Olanda lo aspetta un altro incontro di lavoro, stavolta a Milano. Giunto in questa città, viene contattato da un certo Gianfranco Mariotto che, a nome di un concorrente (Altobello), gli propone di entrare in società. Giorgio dovrebbe rimanere formalmente in Albecom cercando però di dirottare i clienti ad Altobello. L'ambizione si impadronisce di Giorgio, non solo per denaro e avanzamento di profilo, da dipendente a socio, ma soprattutto per il gusto di impiegare le sue abilità in un doppio gioco, a suo avviso molto stimolante. Inoltre dovrebbe cercare di dirottare verso la Altobello anche qualcuno dei migliori dipendenti della Albecom, in particolare Luciano.
Le mosse di Giorgio hanno successo, tranne per quanto riguarda Luciano, che si rifiuta di dare subito una risposta. Alberto si accorge che alcuni clienti vengono sottratti dalla misteriosa Altobello, ma differisce una seria indagine, immaginando di non averne il tempo. I conti di Alberto sono sostanzialmente esatti: la Altobello, come varie altre aziende, ha un inizio promettente, ma poche prospettive di reggere nel tempo. Ma, nonostante ciò, a scuotere Alberto è un fatto banale: l'architetto Godin, assunto anche dalla Altobello con mansioni di progettare una sede a Marghera, non ha ricevuto l'intero preventivo e si rivolge ad Alberto per informazioni. Godin gli dice di aver visto in Altobello qualche persona della Albecom, per esempio Giorgio, e dunque ha pensato che le due aziende fossero legate. Così Alberto deve aprire gli occhi e comprendere cosa abbia fatto Giorgio negli ultimi mesi; gli viene anche il dubbio che Luciano sia stato acquisito dalla concorrente, ma non ha indizi in proposito.
Una trasferta a Norimberga e Salisburgo consente ad Alberto di essere solo con Luciano e Giorgio, suoi compagni designati da tempo. A Salisburgo, dopo aver concluso tutte le trattative in programma, restano una sera e una notte per i chiarimenti e Alberto chiede a Luciano di lasciarlo solo con Giorgio. Nel confronto tra i due, Giorgio deve ammettere di essere stato scoperto per un imprevisto umano, l'intervento di Godin. La sconfitta si abbatte sull'uomo della virtualità che, il giorno dopo, torna in Italia da solo, ben determinato a immergersi nel mondo di Internet, con cui intende sostituire la realtà. Alberto e Luciano tornano insieme, ma stavolta le capacità di Alberto non si rivelano altrettanto brillanti in presenza del vecchio compagno di liceo, strambo e un po' autistico, ma deciso a tenersi dentro i suoi segreti. Così, raggiunta la compagna Paola, Alberto non sa ancora se Luciano resterà con lui o seguirà Giorgio. Scopre invece di aspettare un figlio da Paola e questo lo incoraggia a rendersi ancor più responsabile come uomo e come imprenditore.
Luciano si è preso una pausa e sa di avere tutte le possibilità che desidera: Alberto o Giorgio o nessuno dei due. Sa troppo bene che i vent'anni di frequentazione con Alberto non hanno mai costituito un'amicizia, ma solo la ricerca dell'informatico più geniale, lui, al quale è stato stranamente concesso di rimanere creativo e refrattario alle umane vanità. Nell'attesa, ha preso con l'aiuto dei genitori un appartamentino e vi si è installato con una gatta appena adottata. Coltiva l'amicizia con Matilde, la quale darà al bambino il nome Luciano.

## Personaggi
- Alberto Casagrande - Esperto in informatica fin dagli anni del liceo, ha avuto successo come imprenditore e dirige la Albecom, azienda che offre servizi di tipo informatico. La sede della Albecom è a Marghera. Alberto ha circa 34 anni e un legame con Paola.
- Luciano Foresti - il più geniale dei dipendenti della Albecom; con Alberto sono stati compagni di liceo e conoscono le reciproche potenzialità. Al di fuori dell'informatica, Luciano è un trentacinquenne solitario, eccessivamente timido e propenso a svalutarsi. Sa di essere molto richiesto per le sue capacità, ma non altrettanto gradito come persona.
- Giorgio De Lazzari detto GDL - altro dipendente della Albecom, sempre in trasferta, essendo il pre-sales. Più giovane di Alberto e Luciano, vagamente frustrato dall'ambiente lavorativo, Giorgio è poco scrupoloso, perché convinto che l'ambiente virtuale possa sostituire quello della realtà; perciò ha sviluppato al massimo le tecniche di manipolazione di eventi e di esseri umani.
- Matilde - studentessa di Lingue Orientali e dipendente di un bar, frequentato dal personale della Albecom, è poco più che ventenne. Ha un legame con Fulvio, che però si è licenziato da Albecom per impiegarsi in una grossa ditta dell'agordino. Legata da amicizia a Luciano e a Luca, un coetaneo che aziona una gru.
- Mariotto (Gianfranco) - informatico, lusingato dal denaro di un certo Vittorio Barbiero, cerca di avviare una concorrente della Albecom, la Altobello e tenta di strappare ad Alberto Casagrande gli uomini migliori.
- Godin (Fabio) - architetto di Trebaseleghe, assunto per lavori di ristrutturazione prima da Albecom, poi da Altobello.

## Edizioni
- Francesco Targhetta, Le vite potenziali, Mondadori, Milano 2018